# Tracy Wilson
Tracy Wilson (Lachine, 25 settembre 1961) è un'ex danzatrice su ghiaccio e allenatrice di pattinaggio canadese.
Insieme a Robert McCall ha vinto il bronzo alle Olimpiadi del 1988 e tre bronzi al Campionato del mondo fra il 1986 e il 1988.

## Biografia
È cresciuta a Port Moody, nella Columbia Britannica. Da bambina ha praticato nuoto e tuffi, gareggiando tre volte in competizioni provinciali. Ha iniziato a pattinare quando aveva sei anni e ha iniziato a praticare danza su ghiaccio a quindici anni. Insieme al suo primo partner, Mark Stokes, ha vinto il campionato nazionale junior nella danza su ghiaccio nel 1980. Nel 1981 ha formato una nuova coppia con Robert McCall.
Wilson/McCall si sono rapidamente imposti come la migliore coppia canadese del momento, vincendo vinto sette titoli nazionali consecutivi, fra il 1982 e il 1988. Hanno vinto due ori a Skate Canada, tre bronzi al Campionato del mondo, e nel 1988 la vittoria di un bronzo gli ha consentito di diventare la prima coppia di danza canadese capace di salire sul podio ai Giochi olimpici invernali. Quello stesso anno i pattinatori sono passati al professionismo e sono stati ammessi nell'Ordine del Canada.
Quando ancora gareggiava, nel 1987, Wilson si era sposata con Brad Kinsella. La coppia ha tre figli.
Nel 1989 Wilson/McCall hanno vinto il Campionato del mondo riservato ai professionisti e hanno partecipato a una serie di show. Nel 1991 McCall è morto a causa dell'AIDS, e Wilson è diventata attiva nel diffondere la consapevolezza dei rischi della malattia e nell'attività di beneficenza. Rimasta senza partner, Wilson ha smesso di pettinare e ha iniziato a commentare le gare di pattinaggio per la televisione.

## Carriera come allenatrice
Nel 2006 Wilson, insieme a Brian Orser, è stata assunta come allenatrice al Toronto Cricket Skating and Curling Club. Wilson e Orser a loro volta hanno assunto David Wilson come coreografo e hanno dato nuova vita al club. Fra i suoi allievi vi sono:
- Yuzuru Hanyū[8]
- Javier Fernández[9]
- Cha Jun-hwan
- Jason Brown[10]
- Jin Boyang[11]
- Rika Kihira[12]
- Nam Nguyen[13]

## Palmarès
(con Robert McCall)
| Evento                               | 1981–82                  | 1982–83                  | 1983–84                  | 1984–85                  | 1985–86                  | 1986–87                  | 1987–88                  | 1988–89                  | 1989–90                  | 1990–91                  |
| Carriera dilettantistica             | Carriera dilettantistica | Carriera dilettantistica | Carriera dilettantistica | Carriera dilettantistica | Carriera dilettantistica | Carriera dilettantistica | Carriera dilettantistica | Carriera dilettantistica | Carriera dilettantistica | Carriera dilettantistica |
| ------------------------------------ | ------------------------ | ------------------------ | ------------------------ | ------------------------ | ------------------------ | ------------------------ | ------------------------ | ------------------------ | ------------------------ | ------------------------ |
| Giochi olimpici invernali            |                          |                          | 8°                       |                          |                          |                          | 3°                       |                          |                          |                          |
| Campionati mondiali                  | 10°                      | 6°                       | 6°                       | 4°                       | 3°                       | 3°                       | 3°                       |                          |                          |                          |
| Skate Canada                         |                          | 2°                       | 1°                       |                          |                          |                          | 1°                       |                          |                          |                          |
| Novarat Trophy                       |                          |                          |                          |                          |                          | 1°                       |                          |                          |                          |                          |
| Prague Skate                         | 4°                       |                          |                          |                          |                          |                          |                          |                          |                          |                          |
| St. Ivel International               |                          | 4°                       |                          | 1°                       |                          |                          |                          |                          |                          |                          |
| Campionati canadesi                  | 1°                       | 1°                       | 1°                       | 1°                       | 1°                       | 1°                       | 1°                       |                          |                          |                          |
| Carriera professionistica            |                          |                          |                          |                          |                          |                          |                          |                          |                          |                          |
| Campionati mondiali professionistici |                          |                          |                          |                          |                          |                          |                          | 2°                       | 1°                       | ?                        |
| Challenge of Champions               |                          |                          |                          |                          |                          |                          |                          |                          | 3°                       |                          |

(Con Mark Stokes)
| Carriera dilettantistica | Carriera dilettantistica | Carriera dilettantistica |
| Evento                   | 1979–80                  | 1980–81                  |
| ------------------------ | ------------------------ | ------------------------ |
| Nebelhorn Trophy         |                          | 8°                       |
| Campionati canadesi      | 1°J                      |                          |